# Daphne Arden
Daphne Arden (Regne Unit, 29 de desembre de 1941) és una atleta britànica, especialista en la prova de 4×100 metres relleus en la qual va arribar a ser medallista de bronze olímpica l'any 1964.

## Carrera esportiva
En els jocs olímpics de Tòquio de 1964 va guanyar la medalla de bronze en els relleus 4x100 metres, amb un temps de 44.0 segons, arribant a la meta després de Polònia (rècord mundial amb els seus 43.6 segons) i Estats Units (plata amb 43.9), sent les seves companyes d'equip: Mary Rand, Janet Simpson i Dorothy Hyman.